# Realme 8
 Realme 8 là một sản phẩm điện thoại thông minh đến từ tập đoàn realme của Trung Quốc.

## Thông số kỹ thuật

### Phần cứng
Realme 8 được trang bị bộ vi xử lý MediaTek Helio G95 có hiệu năng cao, lõi Octa (2 × 2.05 GHz Kryo 360 Gold & 6 × 2.0 GHz Kryo 360 Silver) và GPU Mali-G76 MC4  cung cấp khả năng xử lý dữ liệu và hiệu năng gaming mạnh mẽ cho máy.
Realme 8 sở hữu pin 5.000 mAh mang đến cho bạn 23 giờ xem video liên tục, 43 giờ gọi thoại hoặc 10 giờ chơi game. Bạn có thể sử dụng trong 2 ngày mới cần phải sạc pin. Tốc độ sạc cũng hết sức ấn tượng khi với công nghệ sạc nhanh Dart công suất 30W, bạn sẽ sạc đầy hoàn toàn realme 8 chỉ sau 65 phút. Công nghệ sạc này hết sức an toàn với 5 lớp bảo vệ, bảo vệ linh kiện và tuổi thọ sản phẩm..
Realme 8 được tích hợp 8 GB với bộ nhớ trong 128 GB.

### Máy ảnh
Realme 8 có bốn camera phía sau, camera chính là cảm biến 64MP siêu nét và nó có thể quay video 4K. Camera thứ hai là cảm biến 8MP với góc nhìn cực rộng 119°. Hai cảm biến còn lại có một cảm biến độ phân giải 2MP để hỗ trợ chụp ảnh siêu cận (macro) và một cảm biến 2MP khác để hỗ trợ chụp ảnh chân dung, nó có khẩu độ f/2.0 và có thể quay video Full HD. Camera selfia AI có độ phân giải là 16MP với nhiều tính năng làm đẹp.

### Màn hình
Tấm nền Super AMOLED được trang bị trên Realme 8 với độ phân giải Full HD+, vì vậy mà màn hình của máy sáng rực rỡ, sắc nét dưới độ sáng lên đến 1000 nits, độ tương phản cao. Tốc độ lấy mẫu của màn hình cũng tăng lên 180 Hz, cho phản hồi khi tương tác với màn hình nhanh và chính xác hơn, giúp game thủ có thêm lợi thế khi chơi game.

### Hệ điều hành
Realme 8 chạy Realme UI 2.0, có hỗ trợ trò chơi, không gian trò chơi, chế độ lái xe thông minh, ứng dụng bản sao và nhiều hơn nữa. Phần mềm này cũng bao gồm chứng nhận DRM L1 và hỗ trợ truyền phát HD từ các ứng dụng như Netflix và Prime Video.